# Ojo de Agua, Epitacio Huerta
Ojo de Agua är en ort i Mexiko.   Den ligger i kommunen Epitacio Huerta och delstaten Michoacán de Ocampo, i den sydöstra delen av landet, 150 km nordväst om huvudstaden Mexico City. Ojo de Agua ligger 2 543 meter över havet och antalet invånare är 191.
Terrängen runt Ojo de Agua är kuperad västerut, men österut är den platt. Runt Ojo de Agua är det ganska tätbefolkat, med 72 invånare per kvadratkilometer. Närmaste större samhälle är Amealco, 16,3 km öster om Ojo de Agua. I omgivningarna runt Ojo de Agua växer huvudsakligen savannskog.